# Внешняя подвеска вертолёта
Внешняя подвеска вертолёта — комплекс технических средств, установленных на вертолёте, предназначенный для перевозки грузов вне фюзеляжа, их подъёма с грунта (или площадок) и опускания на грунт, а также для выполнения строительно-монтажных работ на высотных объектах.

## Устройство
Конструкции внешних подвесок различаются в зависимости от модели вертолёта, однако в целом содержат следующие основные узлы:
- узел крепления внешней подвески к фюзеляжу;
- центральный замок внешней подвески;
- центральный канат;
- грузовой замок;
- грузозахват;
- лебедку для подъёма центрального каната;
- систему рабочей и аварийной отцепки.